# دعارة الأطفال

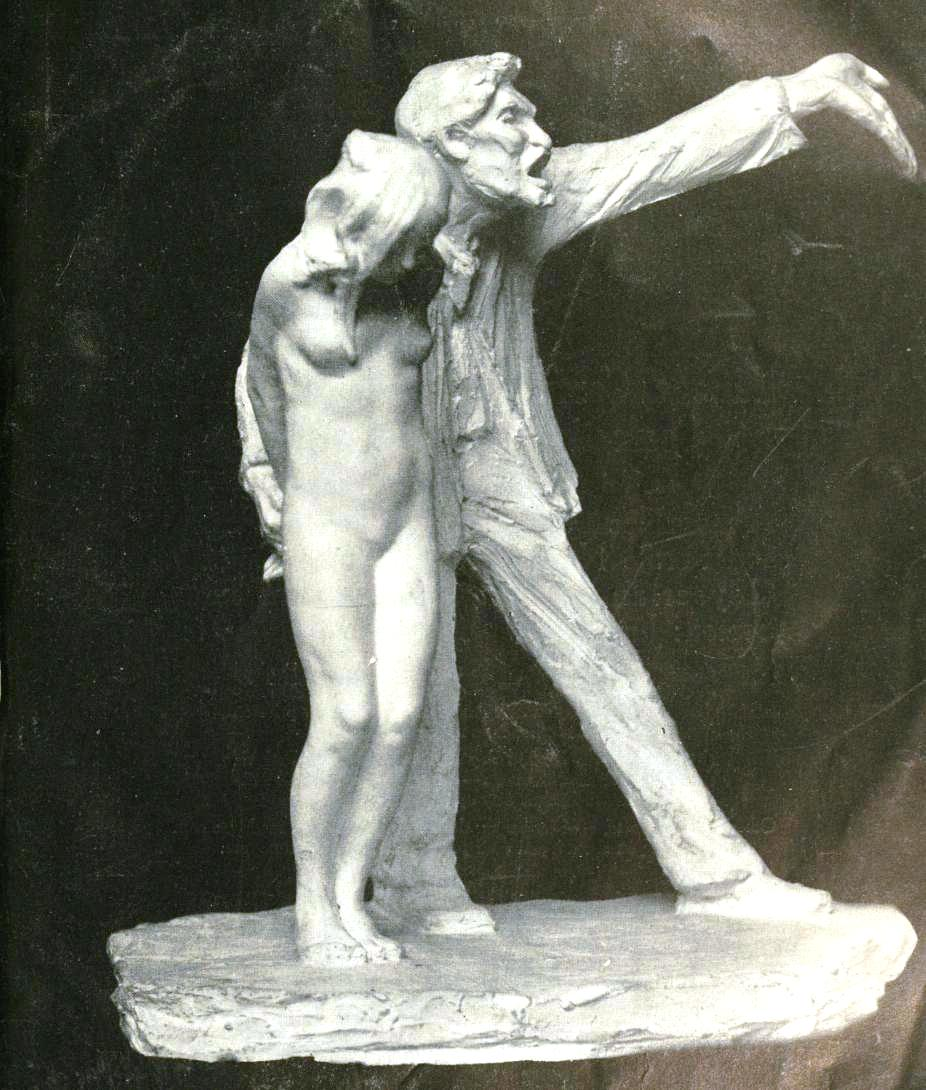

دعارة الأطفال هي دعارة يكون أحد أطرافها على الأقل طفلًا، وهي شكل من أشكال الاستغلال الجنسي التجاري للأطفال. يشير المصطلح عادة إلى عملية جنسية تجارية يشارك بها قاصر أو شخص دون السن القانونية. تعتبر دعارة الأطفال في معظم الشرائع غير قانونية كجزء من الحظر العام على الدعارة.
تتجلى دعارة الأطفال عادةً إتجارًا بالجنس، حيث يتم اختطاف الطفل أو خداعه للانخراط في العملية، أو يمارس القاصر الجنس من أجل البقاء، حيث يشارك الطفل في أنشطة جنسية للحصول على الأساسيات الحياتية مثل الغذاء والمأوى. عادة ما يرتبط بغاء الأطفال بالصور الإباحية للأطفال، وغالبًا ما يتداخل معهم. يسافر بعض الأشخاص إلى دول أجنبية للمشاركة في هذا النوع من السياحة الجنسية. تشير البحوث إلى احتمال وجود ما يصل إلى 10 ملايين طفل ضحايا للدعارة في جميع أنحاء العالم.. تنتشر هذه الممارسة على نطاق واسع في أمريكا الجنوبية وآسيا لكنها لا تنحصر في هذه المناطق فقط ولا هي حكرٌ على الدول غير المتقدمة. معظم الأطفال ضحايا الدعارة هم من الفتيات وذلك على الرغم من ازدياد عدد الفتيان من ضحاياها.
التزمت جميع الدول الأعضاء في الأمم المتحدة بحظر دعارة الأطفال، إما بموجب اتفاقية حقوق الطفل أو البروتوكول الاختياري المتعلق ببيع الأطفال واستغلالهم في البغاء وفي المواد الإباحية. أنشات العديد من الحملات والمنظمات لمحاولة إيقاف هذه الممارسة.

## تعريفاتها
لدعارة الأطفال عدة تعريفات:
تُعرّفها الأمم المتحدة على أنها «عملية إشراك طفل أو تقديم خدماته لأداء أعمال جنسية بمقابل مادي أو أي مقابل آخر أو أي مقابل آخر مع الشخص الذي أشركه أو أي شخص آخر».
تعرّف اتفاقية حقوق الطفل الاختيارية بشأن بيع الأطفال واستغلالهم في البغاء وفي المواد الإباحية هذه الممارسة بأنها «فعل الحصول على خدمات الطفل أو شراؤها أو تقديمها أو حث الطفل على القيام بأعمال جنسية مقابل أي شكل من أشكال التعويض أو المكافأة» مع التأكيد على أن الطفل ضحية للاستغلال حتى إذا أعطى موافقة صريحة.
وفقًا لمكتب العمل الدولي في جنيف فإن دعارة الأطفال واستغلال الأطفال في المواد الإباحية شكلان أساسيان، غالبًا ما يتداخلان، للاستغلال الجنسي. يستخدم الأول في بعض الأحيان لوصف المفهوم الأوسع للاستغلال الجنسي التجاري للأطفال وهو يستثني المظاهر الأخرى مثل الاستغلال الجنسي التجاري من خلال زواج الأطفال وعملهم في المنازل والاتجار بهم لأغراض جنسية.

## الأسباب والأنواع
غالبًا ما تجبر النظم الاجتماعية أو الراشدون الأطفال على مواقف يستغل فيها البالغون ضعفهم يستغلونهم جنسيًا ويسيئون معاملتهم عن طريق بيعهم أو بيع أجسادهم.
تتم دعارة الأطفال عادة في بيئات مثل بيوت الدعارة والحانات والنوادي والمنازل أو شوارع ومناطق معينة. وفقًا لإحدى الدراسات، فإن حوالي 10 ٪ فقط من الأطفال الذين يمارسون البغاء لديهم قواد وأكثر من 45 ٪ دخلوا العمل من خلال أصدقاءهم أو معارفهم.
أكثر الحالات إثارة للقلق هم هؤلاء الأطفال الذين يُجبرون على الدعارة ومن ثم يسجنون. يتعرض هؤلاء لخطر التعذيب المحتمل والموت.

### الإتجار بالبشر
يعرّف مكتب الأمم المتحدة المعني بالمخدرات والجريمة الإتجار بالبشر على أنه «تجنيد أو نقل أو إيواء أو استقبال شخص ما بوسائل مثل التهديد باستخدام القوة أو استعمالها أو غيرها من أشكال الإكراه أو الاختطاف أو الغش أو الخداع لغرض الاستغلال». يقدّر مكتب الأمم المتحدة المعني بالمخدرات والجريمة عدد الضحايا في جميع أنحاء العالم بحوالي 2.5 مليون. أفادت منظمة اليونيسف أنه منذ العام 1982 تم الإتجار بحوالي 30 مليون طفل.
تشير الأبحاث إلى أن المتاجرين يفضلون الإناث اللواتي يبلغن 12 عامًا أو أقل لأن البنات الصغار يمكن تشكيل حياتهن بسهولة أكبر ليقمن بالدور المخطط لهن بشكل أفضل، كما أنهن بهذا العمر يفترض أن يكونوا عذارى وهو أمر مهم للزبائن. ثم يجعل المتاجرون الفتيات يبدون أكبر سنًا ليزوروا مستنداتهنّ تفاديًا للمشاكل القانونية.

### الجنس من أجل البقاء
الشكل الرئيسي الآخر لدعارة الأطفال هو «ممارسة الجنس من أجل البقاء». تقول وزارة العدل الأمريكية:
تحدث «ممارسة الجنس من أجل البقاء» عندما يشارك الطفل في أعمال جنسية من أجل الحصول على المال أو الطعام أو المأوى أو الملابس أو الأشياء الأخرى اللازمة للبقاء على قيد الحياة. في هذه الحالات، عادة ما تشمل الصفقة الطفل والعميل؛ لا يخضع الأطفال الذين يمارسون الجنس من أجل القاء للتحكم أو التوجيه من قوادين أو قوادات أو تجار آخرين. تمكن مقاضاة أي شخص يدفع مقابل ممارسة الجنس مع طفل، سواء كان الطفل خاضعًا لسيطرة القواد أو يشارك في ممارسة الجنس من أجل البقاء على قيد الحياة.
دعارة الأطفال ليست حكرًا على بلد معيّن، فهي منتشرة في البلدان المتقدمة كما البلدان غير المتقدمة وإن كان اتشارها هو الأوسع جنوب شرق آسيا.

## النتائج

### معاملة الأطفال المستغلين بالدعارة
غالبًا ما يُجبر الأطفال الذين يمارسون الدعارة على العمل في بيئات خطرة قذرة كما يواجهون تهديدات بالعنف ويتعرضون للاغتصاب في بعض الأحيان. كتب الباحثون روبن إي كلارك، جوديث فريمان كلارك، وكريستين أ. أداميك أنهم «يعانون كثيرًا من سوء المعاملة والتعاسة وسوء الصحة» بشكل عام.

### الآثار الجسدية والنفسية
وفقا لمنظمة هيومانيوم، وهي منظمة غير حكومية تعارض دعارة الأطفال، فإن هذه الممارسة تسبب إصابات مثل «التمزق المهبلي، إصابات التعذيب، الألم، العدوى وانتقال الأمراض، أو الحمل غير المرغوب فيه». بما أن العملاء نادرًا ما يمارسون الجنس الآمن، يواجه الأطفال الذين يمارسون البغاء خطرًا كبيرًا للإصابة بفيروس نقص المناعة المكتسب ونسبة كبيرة منهم مصابة به بالفعل. تشكل الأمراض الأخرى المنقولة جنسيا تهديدًا أيضًا كمرض الزهري والهربس كما وجدت الدراسات انتشارًا واسعًا للسل بين الأطفال الذين يمارسون الدعارة، وكل هذه الإصابات غالبًا ما تكون قاتلة.
يواجه الأطفال الذين مارسوا الدعارة صدمات نفسية بما في ذلك الاكتئاب واضطراب ما بعد الصدمة، كما وتشمل الآثار النفسية الأخرى الغضب والأرق والارتباك الجنسي والشخصي إضافة لفقدانهم الثقة بأنفسهم وبالراشدين.
هذا وشملت الآثار الجسدية مشاكل صحية مرتبطة بالمخدرات كمشاكل الأسنان والتهاب الكبد B وC ومشاكل خطيرة في الكبد والكلى. كما شملت المضاعفات الطبية الأخرى مشاكل الإنجاب والإصابات الناجمة عن الاعتداءات الجنسية وغيرها من مشاكل الصحة العامة بما في ذلك مشاكل في التنفس وآلام المفاصل.

## انتشارها
تنتشر دعارة الأطفال في كل البلدان لكنها أكثر انتشارًا في أمريكا الجنوبية وآسيا وهي تزداد في مناطق مثل أمريكا الشمالية وأفريقيا وأوروبا. يصعب الحصول على إحصاءات دقيقة عن دعارة الأطفال، لكن التقديرات تشير إلى وجود حوالي 10 ملايين طفل متورطين في الدعارة في جميع أنحاء العالم. 
ملاحظة: هذه قائمة من الأمثلة لا تغطي كل بلد تحصل فيه دعارة الأطفال.
| البلد/المنطقة    | عدد الاطفال ضحايا الدعارة | ملاحظات                                                                            |
| البرازيل         | 250000-500000             | تعتبر البرازيل ثاني أكثر الدول التي ينتشر فيها الإتجار بالأطفال للدعارة بعد تايلند |
| الهند            | 1200000                   | يشكل الاطفال 40% من مجموع العاملين بالدعارة في الهند                               |
| ماليزيا          | 43,000 – 142,000          |                                                                                    |
| تايلاند          | 200,000 – 800,000         |                                                                                    |
| الولايات المتحدة | 100000                    |                                                                                    |
| سريلنكا          | 40,000                    | 30% من الإناث العاملات في الدعارة هنّ من القاصرات                                   |
| إندونيسيا        | 40,000 – 70,000           | 30% من الإناث العاملات في الدعارة هنّ من القاصرات                                   |

## تاريخها
تعود ظاهرة دعارة الأطفال إلى العصور القديمة. عادة ما كان الصبيان ما قبل البلوغ يمارسون الدعارة في بيوت الدعارة في اليونان القديمة وروما. بحسب رونالد فلاورز، «أجبرت أجمل الطفلات المصريات على ممارسة الدعارة واستمرين بالدعارة حتى الحيض الأول». عادة ما يتم بيع الأطفال الصينيين والهنود من قبل آبائهم للدعارة. الآباء والأمهات في الهند يكرسون أطفالهم في بعض الأحيان إلى المعابد الهندوسية، حيث أصبحوا «ديفاداسي».
ازدهرت دعارة الأطفال في أوروبا حتى أواخر القرن التاسع عشر؛ وكان القاصرون يمثلون 50 ٪ من الأفراد المتورطين في الدعارة في باريس. تسببت فضيحة في إنجلترا في القرن التاسع عشر في قيام الحكومة هناك برفع سن الموافقة (الرضا) القانوني.